# Matt Rife
Matthew Steven Rife, född 10 september 1995 i Columbus i Ohio, är en amerikansk skådespelare och komiker.

## Biografi
Rife växte upp i North Lewisburg. Han har också bott i New Albany och Mount Vernon. Han har en yngre halvsyster. Hans far, Micheal Eric Gutzke, begick självmord när Rife var 17 månader gammal.

## Filmografi (i urval)

### TV-serier
- 2014 – Average Joe (TV-serie)
- 2015–2016 – Gamer's Guide to Pretty Much Everything (TV-serie)
- 2016 – WTH: Welcome to Howler (TV-serie)
- 2019 – Brooklyn Nine-Nine (TV-serie)
- 2020 – Fresh Off the Boat (TV-serie)
- 2021 – Burb Patrol

### Filmer
- 2015 – Room 236
- 2017 – Sophomore Year
- 2018 – Black Pumpkin
- 2019 – Stalked by My Doctor: A Sleepwalker's Nightmare
- 2021 – After Masks
- 2021 – The Elevator
- 2021 – Death Link
- 2021 – Just Swipe
- 2022 – North of the 10
- 2022 – Wolf Mountain